# Cífer
Cífer es un municipio del distrito de Trnava en la región de Trnava, Eslovaquia, con una población estimada a final del año 2024 de 4886 habitantes.
Se encuentra ubicado en el centro de la región, cerca del río Váh (cuenca hidrográfica del Danubio) y de la frontera con la región de Bratislava.

## Demografía
| Año        | 1994 | 2004    | 2014    | 2024     |
| ---------- | ---- | ------- | ------- | -------- |
| Población  | 3765 | 3837    | 4142    | 4886     |
| Diferencia |      | +1,91 % | +7,94 % | +17,96 % |

| Año        | 2023 | 2024    |
| ---------- | ---- | ------- |
| Población  | 4832 | 4886    |
| Diferencia |      | +1,11 % |